# Úboč
Úboč (en allemand : Aubotschen, précédemment : Aubotsch) est une commune du district de Domažlice, dans la région de Plzeň, en République tchèque. Sa population s'élevait à 111 habitants en 2017.

## Géographie
Úboč se trouve à 12 km à l'est de Domažlice, à 39 km au sud-ouest de Plzeň et à 120 km à l'ouest-sud-ouest de Prague.
La commune est limitée par Kanice au nord, par Všepadly à l'est, par Černíkov au sud-est, et par Němčice au sud et à l'ouest.

## Histoire
La première mention écrite de la localité date de 1251.